# Anthony Rapp
Anthony Dean Rapp, född 26 oktober 1971 i Joliet, Illinois, är en amerikansk skådespelare och musiker, sannolikt mest känd för filmerna A Beautiful Mind och Rent.

## Biografi
Anthony Rapp studerade vid New York University och är bror till författaren Adam Rapp – Anthony Rapp har en gång spelat huvudrollen i en av sin brors pjäser. Anthony Rapp inledde sin karriär som barnskådespelare och en av sina första roller gjorde han som titelrollen i Louis Edmonds uppsättning av musikalen Oliver. 
Anthony Rapp har varit aktiv som skådespelare sedan han var sex år gammal och fick sitt stora genombrott i Jonathan Larsons musikal Rent, där han spelade Mark – en roll han även gjorde i filmversionen från 2005.
Sedan barndomen har han varit nära vän med komikern Andy Dick.
År 2006 debuterade han som författare med sin självbiografi, Without You, där han både berättar om sin karriär och hur han tog sig igenom sorgen efter att hans mor gått bort i cancer.
Vid sidan av skådespeleriet och skrivandet är han även musiker. Han är medlem i och ledare för bandet Albino Kid. 

## Privatliv
I oktober 2017, påstod Rapp i en intervju med BuzzFeed att skådespelaren Kevin Spacey sexuellt trakasserade honom år 1986 medan Rapp var berusad, när Rapp var 14 år, och Spacey var 26. Rapp var inbjuden till en fest hos Spaceys hem och i slutet av kvällen, bar Spacey fysiskt Rapp till sängs och försökte initiera sex. Rapp tillade att han en gång hade träffat en advokat för att diskutera eventuella rättsliga åtgärder, men fick höra att det inte fanns något fall värt att försätta.

## Filmografi i urval
- 1987 - En natt på stan
- 1992 - Den inre kretsen
- 1993 - Dazed and Confused
- 1996 - Twister
- 1997 - Arkiv X (gästroll i TV-serie)
- 1999 - Man of the Century
- 2000 - Beach Boys: An American Family
- 2000 - Road Trip
- 2001 - A Beautiful Mind
- 2005 - Rent
- 2004-2012 - Law & Order: Special Victims Unit (gästroll i TV-serie)